# الزفلس
الزفلس (بالألمانية: Elsfleth) هي بلدة ألمانية تقع في ألمانيا في سكسونيا السفلى.  يقدر عدد سكانها بـ 9,303 نسمة .

## المدن التوأمة
مدينة Marstal Municipality هي مدينة توأمة لـالزفلس.

## أعلام
- إريك زاندر
- هورست كارستن